# Dendrobium lohokii
Dendrobium lohokii är en orkidéart som beskrevs av Jeffrey James Wood och Anthony L. Lamb. Dendrobium lohokii ingår i släktet Dendrobium, och familjen orkidéer. Inga underarter finns listade i Catalogue of Life.